# 薩比斯谷
5°18′S 152°30′W / 5.3°S 152.5°W

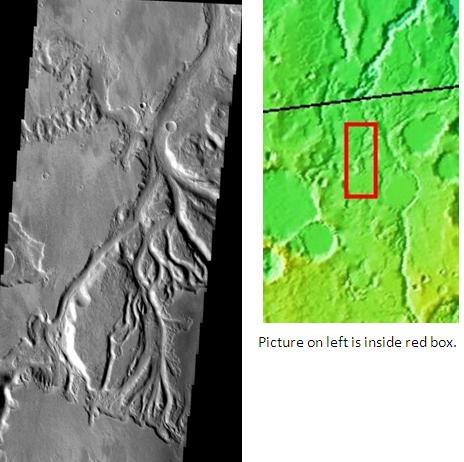
2001火星奧德賽號的 THEMIS 拍攝的薩比斯谷。由多個小河道匯流而成。

薩比斯谷（Sabis Vallis）是一個位於火星 门农尼亚区的峽谷，中心位置在5.3°S，152.5°W。該峽谷長度206公里，以流經法國和比利時的桑布尔河古名命名。